# 조광페인트
조광페인트는 대한민국의 페인트 제조 글로벌 화학 기업 회사다. 계열사로는 조광비나, 도료교육센터, 홈아이브, 조광요턴 등이 있다.

## 연혁
- 1947년 3월 :  조광페인트공업 창업
- 1967년 1월 :  조광페인트공업 설립
- 1976년 12월 : 기업 공개
- 1988년 4월 : 조광요턴 설립
- 2007년 9월 : 조광비나 설립
- 2017년 3월 : 조광페인트 창립 70주년
  - 도료교육센터, 제17 전투비행단과 MOU체결
  - 군포공장 설립 및 도료교육센터 증축

## 제품 소개
- 자연N페인트
- 페인트붓
- 전용페인트
- 페인트마카
- 도료
- 요턴도료
- 비나도료
- 독일형 페인트
- 건축용 페인트

## 계열사 및 관계사
- 조광비나
- 도료교육센터
- 홈아이브
- 조광요턴